# Операція «Меридіан»
Операція «Меридіан» (англ. Operation Meridian) — повітряно-морська військова операція з бомбардування авіаносною авіацією союзників важливих цілей — об'єктів нафтової промисловості — в окупованому японськими військами місті Палембанг (Суматра). Операція «Меридіан» мала дві фази: «Меридіан 1» — 24 січня 1945 року та «Меридіан 2» — 29 січня. В результаті критичних уражень випуск авіаційного палива на заводах у Палембангу зменшився на 75 відсотків.

## Історія

### «Меридіан 1»
Два нафтопереробні заводи в Палембангу були найбільшими в Південно-Східній Азії, які були здатні задовольнити три чверті загальної потреби Японії в авіаційному паливі, і, таким чином, були об'єктом стратегічного значення. У листопаді 1944 року Британський тихоокеанський флот, коли він формувався в Тринкомалі на Цейлоні, очолив адмірал сер Брюс Фрейзер, а контрадмірал сер Філіп Віан став на чолі швидкої авіаносної групи, до якої входили авіаносці «Індомітебл», «Вікторіос», «Індіфатігебл» та «Ілластріас».
На січень 1945 року був запланований перехід Британського тихоокеанського флоту з Цейлону до Австралії перед тим, як приєднатися до тихоокеанських операцій, і це дало оперативній групі 63 ідеальну можливість здійснити рейд на нафтопереробні заводи в Палембангу із застосуванням новітніх ударних літаків TBF «Евенджер» після їхніх обмежених успіхів у двох попередніх рейдах — проти нафтопереробного заводу в Белаван-Делі на північному сході Суматри 20 грудня 1944 року («Аутфланк») та 1 січня 1945 року («Лентіл»).
Головні сили угруповання адмірала Віана зосереджувалися в оперативній групі 63 (TF63), в якій чотири авіаносці посилювалися лінкором «Кінг Георг V», крейсерами «Аргонаут», «Блек Прінс» і «Евріал», 25-ю («Гренвіль», «Андін», «Урса», «Андонтед») і 27-ю флотиліями есмінців («Кемпенфельт», «Вейкфул», «Вірлвінд», «Вейгер» та «Хвелп» та з 19 січня — «Вессекс») та підтримуюча їх оперативна група 69 (TF69) флоту Ост-Індії з легким крейсером «Цейлон», есмінцем «Арчін» та флотськими танкерами RFA «Екодейл», «Емпайр Салведж» та «Вейв Кінг», який вирушив з Цейлону 13 січня, і «Арндаль», який вийшов з Фрімантла у Західній Австралії через два дні. Відповідні розвідувальні та повітряно-морські рятувальні обов'язки покладалися на підводні човни «Старді», «Тантиві» і «Танталус».
13 січня TF63 вийшла з Тринкомалі у напрямку Суматри, а 20 січня у точці рандеву зустрілася з TF69 для дозаправлення кораблів ударного угруповання. Британське формування було готове до початку операції «Меридіан», атаці на нафтопереробний завод у місті Пладжое, на північ від Палембанга, але через погані погодні умови початок переносився. 21/22 та 22/23 січня погода біля Суматри не дозволяла здійснювати безпечний запуск літаків палубної авіації, тому флот чекав біля острова Енгано.
Нарешті о 06:00 24 січня операція «Меридіан I» розпочалася. 43 бомбардувальники TBF «Евенджер», 12 винищувачів-бомбардувальників «Файрфлай» озброєні ракетами, 50 винищувачів F6F «Хеллкет», F4U «Корсар» та «Сіфайр» піднялися з чотирьох авіаносців Королівського флоту та попрямували на визначені об'єкти для атаки. Японська оборона була захоплена зненацька: лише близько 20 винищувачів ПС японської армії змогли злетіти, і 14 з них були збиті; ще 31 японський винищувач був знищений на землі на трьох аеродромах, що захищали район. Британці втратили в бою сім літаків, а в результаті посадки — 25.

### «Меридіан 2»
26/27 січня британські кораблі провели повторне дозаправлення, яке відбувалося в жахливих умовах, через погану погоду та недосвідченість персоналу. Все це спричинило пошкодження устаткування, шлангів та паливних ємностей, оскільки кораблі та танкери не могли належним чином утримувати дистанції. На світанку 29 січня друга хвиля палубної авіації TF63 злетіла з авіаносців. Цього разу атаку на нафтопереробні заводи в Соєнгі-Геронг поблизу Палембанга здійснювали 48 TBF «Евенджерів», 10 «Файрфлай», 24 F4U «Корсари» та 16 F6F «Хеллкет». За твердженнями британців близько 30 японських літаків було збито в бою і ще 38 знищено на землі; 16 британських літаків не повернулися, хоча частину їх екіпажів вдалося врятувати.
Японці здійснили спробу контратаки, але вона була відбита літаками винищувального прикриття та зенітним вогнем кораблів ескорту.